# Фалькони, Бернардо
Бернардо Фалькони, или Биссоне Фальконе (Биссоне да Ровио) (итал. Bernardo Falconi, o Falcone Bissone oppure Rovio; ок. 1620, Биссоне (Тичино) — ок. 1696, Биссоне) — швейцарско-итальянский скульптор раннего барокко.

## Жизнь и творчество
О ранних годах жизни Бернардо Фалькони достоверные данные отсутствуют, неясны даже точная дата и место рождения, а также его образование. Считается, что он происходил из Биссоне (коммуна округа Лугано итало-язычного кантона Тичино в южной Швейцарии) или был сыном некоего Доменико из Ровио (также кантон Тичино) и Лючии Григи из Венеции. Впервые упоминается в 1651—1652 годах как скульптор. В 1653 году он работал в церкви Джезу и Санти Амброджо и Андреа (Chiesa del Gesù e dei Santi Ambrogio e Andrea) в Генуе.
Позднее переехал в Венецию, где в 1657 году изготовил пять статуй для венчания фасада Скуолы Св. Теодора (Scuola Grande di San Teodoro), а в следующем году открыл собственную скульптурную мастерскую. Был сотрудником, а, возможно, и учеником Бальдассаре Лонгены.
В 1660 году Фалькони изваял восемь статуй для аббатства Сан-Джованни-Евангелиста в Парме. Затем вернулся в Венецию, где работал в церкви Санта-Мария-ди-Назарет и в церкви Сан-Сальвадор. В последующие годы он создавал скульптуры, размещённые в Скуола Гранде деи Кармини (Scuola Grande dei Carmini), базиликах Санта-Мария-Глорьоза-дей-Фрари, Санти-Джованни-э-Паоло и Санта Мария дельи Скальци.
С 1664 года Бернардо Фалькони работал при дворе дома Савойи над различными произведениями, многие из которых впоследствии были утрачены. В 1682 году он работал над четырьмя статуями для церкви Санта-Джустина в Падуе, а в 1694 году — над колоссальной статуей святого Карла Борромео (Сан-Карлоне) в Ароне (Лаго Маджоре). Монумент воздвигнут по проекту Джованни Баттисты Креспи. Корпус статуи высотой 23,4 м сделан из кирпичей на стальном и деревянном каркасе, покрытых листами меди. Голова и руки изготовлены из бронзы. Высота гранитного пьедестала — 11,7 м.
Бернардо Фалькони также приписывают различные работы в церквях Ровиго и других городах области Венето.

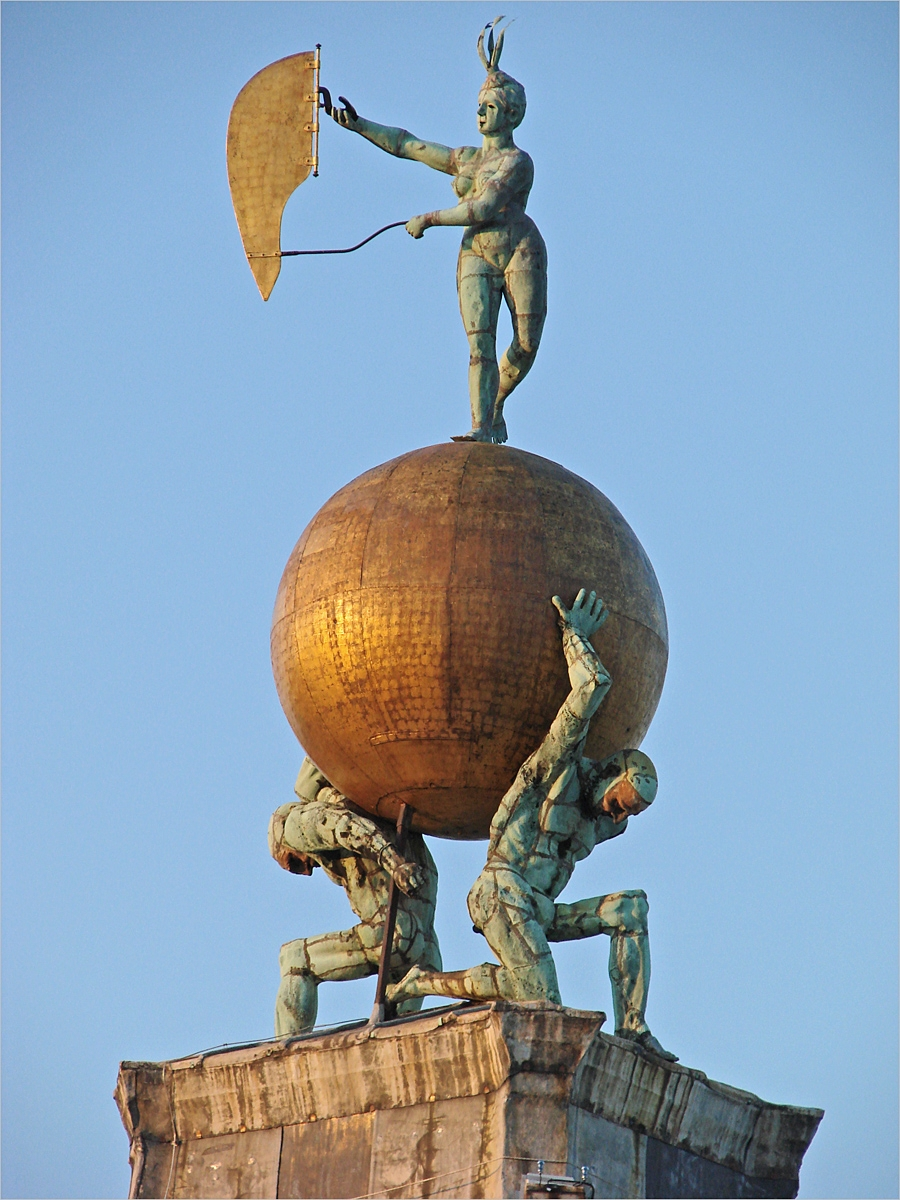
Статуя-флюгер в образе Фортуны на здании Таможни (Punta della Dogana) у входа на Гранд-канал в Венеции. 1677—1678
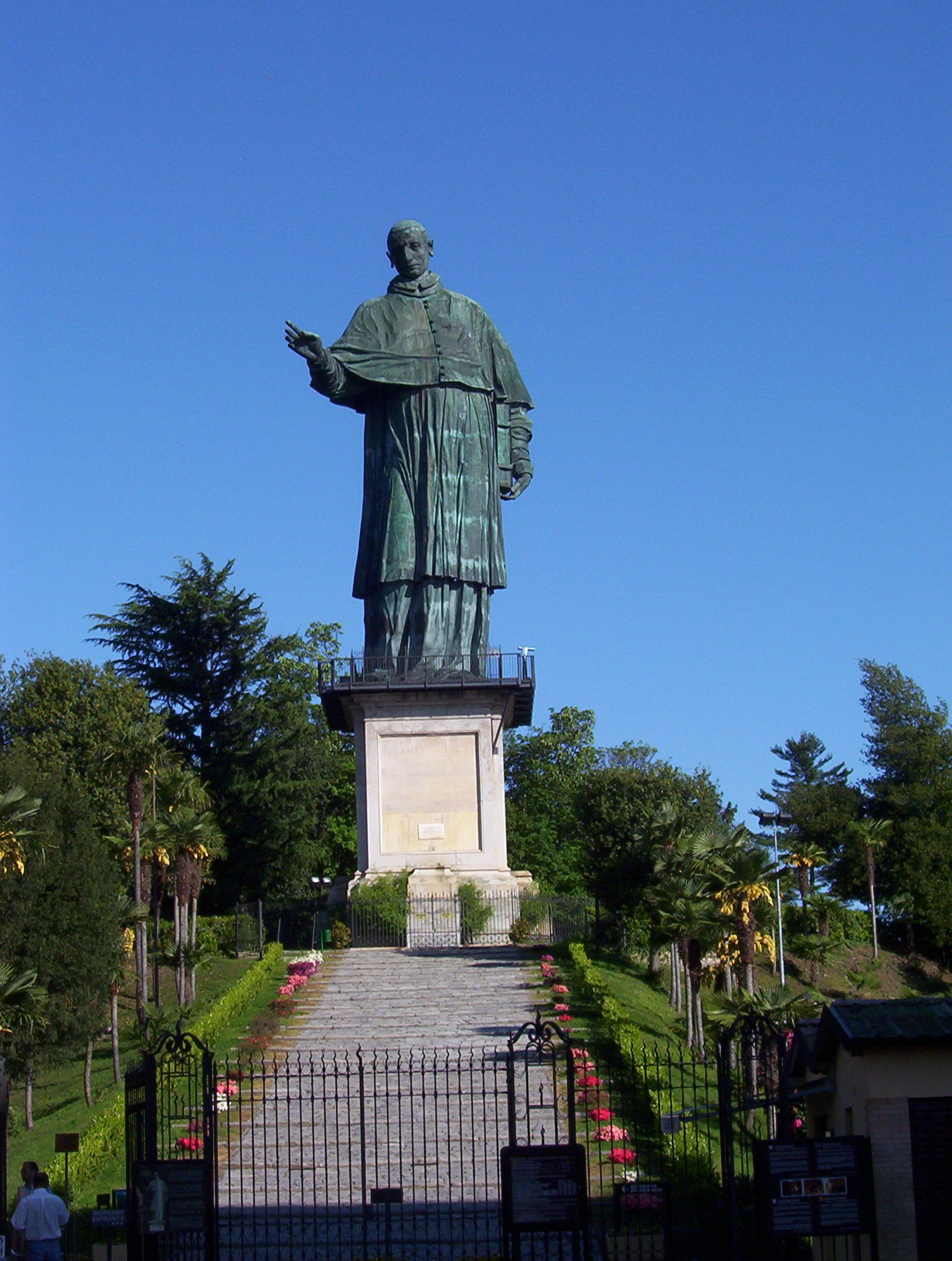
Статуя Святого Карла Борромео в Ароне. 1694. Медь, Бронза
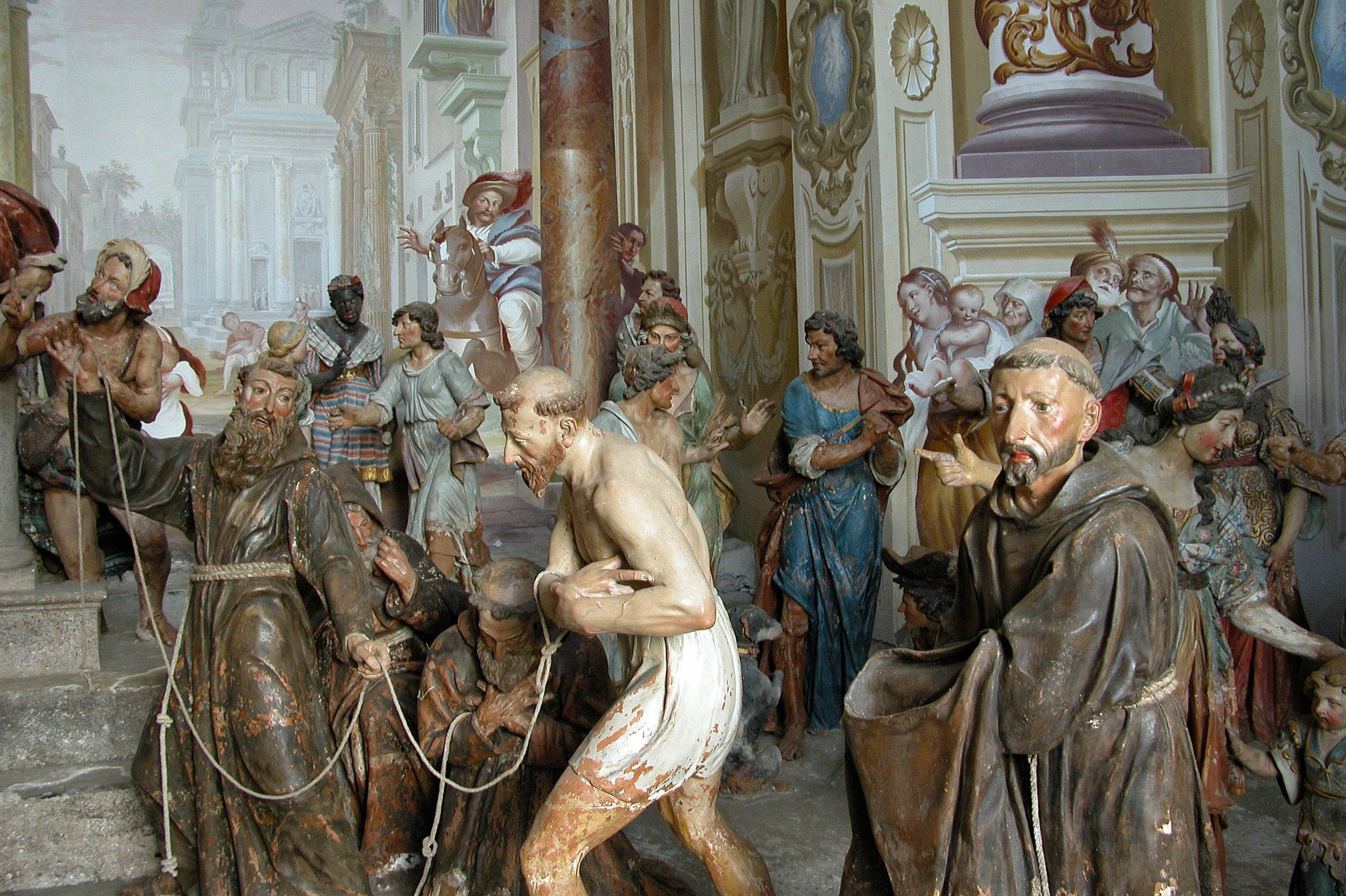
Капелла  Сакро-Монте XIII (Орта). Святой Франциск в смирении. Дерево, терракота, роспись
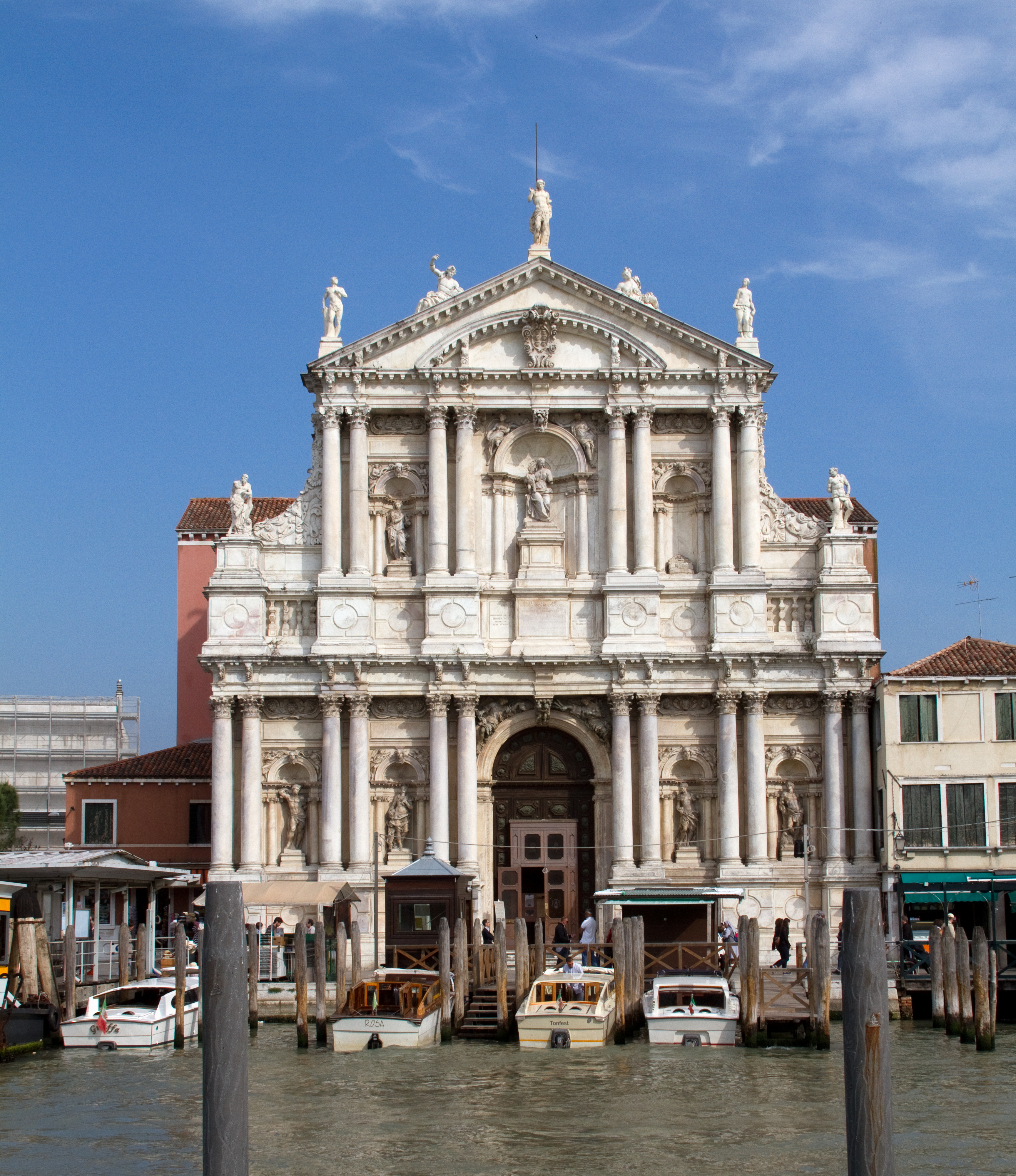
Церковь Санта Мария дельи Скальци. Фасад. Статуи Б. Фалькони. 1672—1680
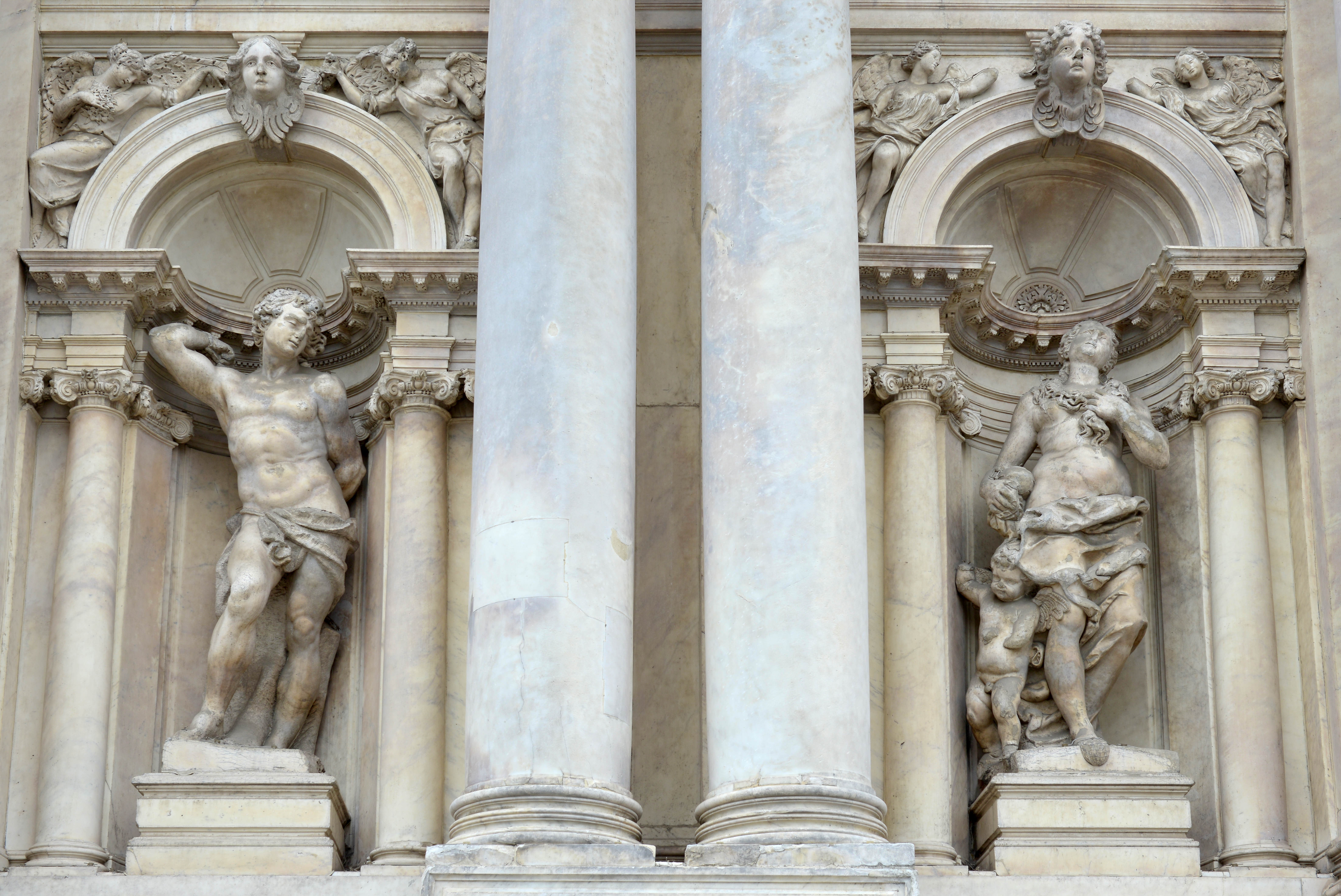
Статуи Святого Себастьяна и Марии Магдалины. Фасад церкви Санта Мария дельи Скальци. 1672—1680
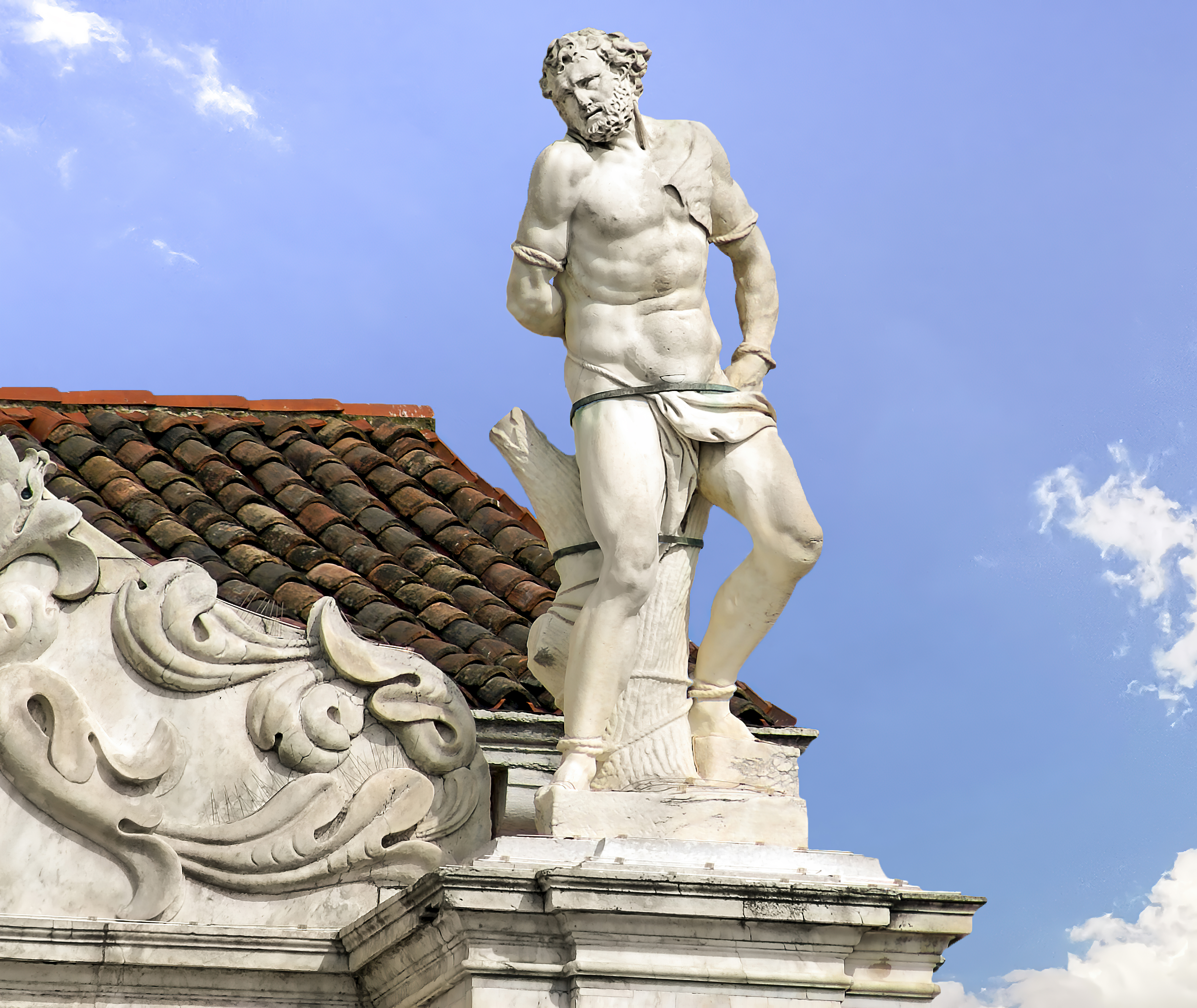
Статуя Святого Варфоломея.  Церковь Санта Мария дельи Скальци. 1672—1680
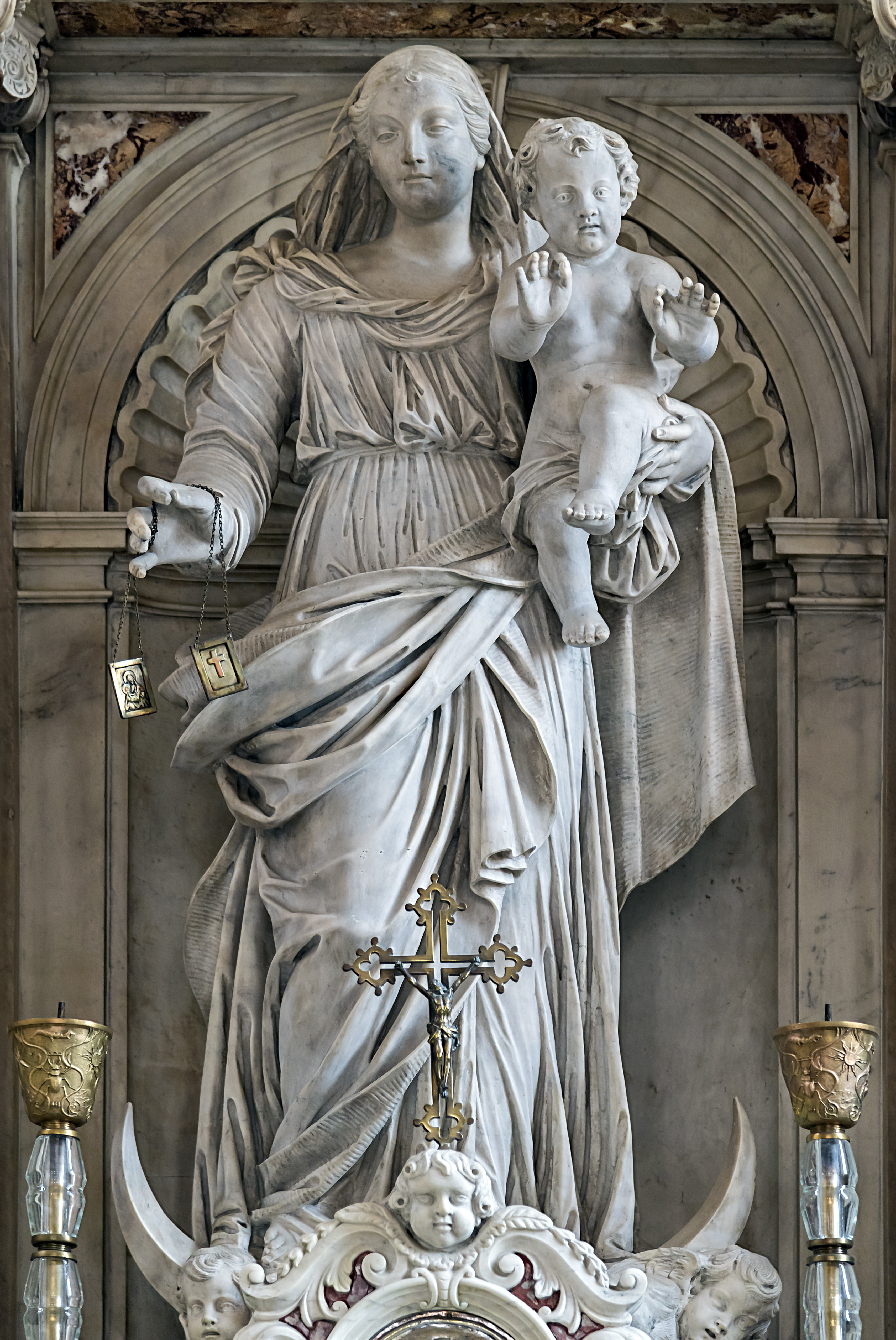
Мадонна с Младенцем. Скуола Гранде деи Кармини. Венеция. 1659